# Kévin Olimpa
Kévin Olimpa, född 10 mars 1988, är en fransk före detta fotbollsmålvakt som under sin karriär representerade Martiniques landslag. Han har tidigare spelat för Bordeaux, Angers, Platanias FC och för Frankrikes U21.
Olimpa debuterade för Bordeaux's A-lag den 8 november 2008 i den 43:e minuten. Detta för att ersätta den skadade, startande målvakten Mathieu Valverde i Bordeaux 2-0-seger över AJ Auxerre.